# アモルファス金属

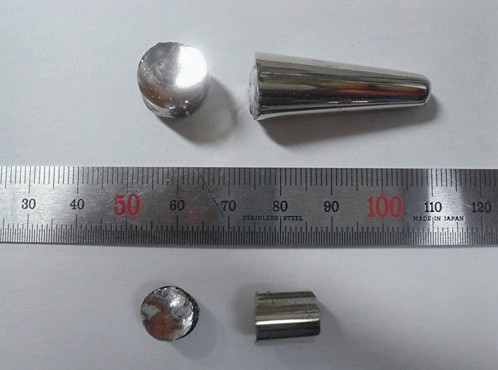
アモルファス金属のサンプル

アモルファス金属 (アモルファスきんぞく)、非晶質金属（ひしょうしつきんぞく）とは、ガラスのように、元素の配列に規則性がなく全く無秩序な金属である。

## 歴史
1960年にカリフォルニア工科大学のポール・デュエーらにより、Au75%、Si25%の合金を急冷することにより初めて発見され、1970年初頭に東北大学の増本健によって実用化された。
1977年、元科学技術庁所管の新技術開発事業団（現・科学技術振興機構＝ JST）の委託開発事業として日立製作所、日立金属、松下電器、ソニーの4社と5年間の実用化事業を行い、1980年から新日本製鐵との委託開発事業(6年間)が実施された

## 生成条件
アモルファス金属は上記のとおり1960年に発見され、既存の結晶材料では乗り越えられないユニークな材料物性を発現する新材料として注目されてきたが，そのユニークな特性というものが当時は不明確であり、材料の不安定さも相まって単なる学術研究の対象に過ぎなかった。
デュエーらが製造したアモルファス金属は数百ミリグラムとわずかなものであった。
工業的利用に発展させるための連続的な製造プロセスは1969年にチェンらによって開発された。チェンらが開発したプロセスは双ロール法と呼ばれ、溶融合金を2つのロールで挟み込んで冷却することを特徴とする。
東北大学金属材料研究所の増本健らのグループは、1970年初頭に双ロール法を用いてこの定形材料（薄帯、細線、粉末）の作製に成功し、下記のような強靭性、超耐食性、および軟磁性というアモルファス金属の三大特性を世界で初めて明らかにした。さらに、この金属の原子構造、電子状態、熱力学物性、材料物性（力学物性、化学物性、電気物性、磁性、超伝導性など）の基本的物性に関する広範な独創的研究を行ったことで、アモルファス金属が一気に実用化の日の目を見た。
元来、金属のアモルファス相は冷却の過程で微結晶が析出してしまう。このため、アモルファス金属の製作は主にリボン状の試料を作る方法に限られ、大きなバルク状の試料を得ることは出来ないとされてきた。
1994年、増本博士の直系である東北大学金属材料研究所の井上明久らのグループは、アモルファス金属が安定に存在するための経験則（井上の3経験則）を発表した。
- 3種類以上の元素からなる多元系であること。
- これらの成分の原子寸法の比が互いに12%以上異なること。
- これらの成分が互いに負の混合熱をもち、化合物がエネルギー的に安定であること。

これらの経験則を満たす成分を用いることで、大きなバルク状の試料も得られるようになった。

## 性質
アモルファス金属の特徴として、強靱性、耐食性、軟磁性が挙げられる。アモルファスでは金属結晶のようなすべり面がないため、強度と粘りを両立することができる。また、一般にアモルファス金属は化学的な活性が高いため、合金中にクロムのような不動態をつくるような元素を添加すると、厚い不動態被膜を作りやすく、高い耐腐食性を示す。アモルファスは均一性が高く、腐食の起点となる結晶粒界が存在しないことも耐腐食性の高さに寄与している。アモルファス金属の組成中に強磁性金属を添加することで、優れた軟磁性材料が得られる。アモルファスには異方性が無く、磁壁の移動を妨げる粒界が存在しないためである。この軟磁性を利用して、アモルファス金属は電源用トランスやノイズフィルタ、磁気ヘッドなど、電子機器の基幹材料に用いられている。

## 用途
- アモルファス変圧器
- ノイズフィルタ
- 磁気ヘッド